# Europastraße 015
Die Europastraße 015 (kurz: E 015) ist eine Fernstraße in Kasachstan. Sie zweigt in Taskesken von der E 40 ab und führt in östlicher Richtung nach Bachty an der Grenze zur Volksrepublik China.